# Lijst van afleveringen van La Femme Nikita
Dit is een lijst van afleveringen van de Canadese televisieserie La Femme Nikita. De serie telt vijf seizoenen.

## Seizoen 1
| Nr. | Titel aflevering | Uitzenddatum VS   |
| --- | ---------------- | ----------------- |
| 1   | Nikita           | 13 januari 1997   |
| 2   | Friend           | 20 januari 1997   |
| 3   | Simone           | 27 januari 1997   |
| 4   | Charity          | 3 februari 1997   |
| 5   | Mother           | 9 februari 1997   |
| 6   | Love             | 17 februari 1997  |
| 7   | Treason          | 24 februari 1997  |
| 8   | Escape           | 3 maart 1997      |
| 9   | Gray             | 10 maart 1997     |
| 10  | Choice           | 7 april 1997      |
| 11  | Rescue           | 14 april 1997     |
| 12  | Innocent         | 21 april 1997     |
| 13  | Recruit          | 22 juni 1997      |
| 14  | Gambit           | 29 juni 1997      |
| 15  | Obsessed         | 20 juli 1997      |
| 16  | Noise            | 27 juli 1997      |
| 17  | Missing          | 3 augustus 1997   |
| 18  | War              | 10 augustus 1997  |
| 19  | Voices           | 17 augustus 1997  |
| 20  | Brainwash        | 21 september 1997 |
| 21  | Verdict          | 28 september 1997 |
| 22  | Mercy            | 5 oktober 1997    |

## Seizoen 2
| Nr. | Titel aflevering  | Uitzenddatum VS  |
| --- | ----------------- | ---------------- |
| 1   | Hard Landing      | 4 januari 1998   |
| 2   | Spec Ops          | 11 januari 1998  |
| 3   | Third Person      | 18 januari 1998  |
| 4   | Approaching Zero  | 1 februari 1998  |
| 5   | New Regime        | 1 maart 1998     |
| 6   | Mandatory Refusal | 8 maart 1998     |
| 7   | Half Life         | 22 maart 1998    |
| 8   | Darkness Visible  | 29 maart 1998    |
| 9   | Open Heart        | 5 april 1998     |
| 10  | First Mission     | 12 april 1998    |
| 11  | Psychic Pelgrim   | 19 april 1998    |
| 12  | Soul Sacrifice    | 14 juni 1998     |
| 13  | Not Was           | 21 juni 1998     |
| 14  | Double Date       | 28 juni 1998     |
| 15  | Fuzzy Logic       | 5 juli 1998      |
| 16  | Old Habits        | 12 juli 1998     |
| 17  | Inside Out        | 26 juli 1998     |
| 18  | Off Profile       | 2 augustus 1998  |
| 19  | Last Night        | 9 augustus 1998  |
| 20  | In Between        | 16 augustus 1998 |
| 21  | Adrian's Garden   | 23 augustus 1998 |
| 22  | End Game          | 30 augustus 1998 |

## Seizoen 3
| Nr. | Titel aflevering       | Uitzenddatum VS  |
| --- | ---------------------- | ---------------- |
| 1   | Looking for Michael    | 3 januari 1999   |
| 2   | Someone Else's Shadow  | 10 januari 1999  |
| 3   | Opening Night Jitters  | 17 januari 1999  |
| 4   | Gates of Hell          | 24 januari 1999  |
| 5   | Imitation of Death     | 7 maart 1999     |
| 6   | Love and Country       | 21 maart 1999    |
| 7   | Cat and Mouse          | 28 maart 1999    |
| 8   | Outside the Box        | 4 april 1999     |
| 9   | Slipping Into Darkness | 11 april 1999    |
| 10  | Under the Influence    | 18 april 1999    |
| 11  | Walk on By             | 25 april 1999    |
| 12  | Threshold of Pain      | 6 juni 1999      |
| 13  | Beyond the Pale        | 13 juni 1999     |
| 14  | Hand to Hand           | 20 juni 1999     |
| 15  | Before I Sleep         | 27 juni 1999     |
| 16  | I Remember Paris       | 18 juli 1999     |
| 17  | All Good Things        | 25 juli 1999     |
| 18  | Third Party Ripoff     | 1 augustus 1999  |
| 19  | Any Means Necessary    | 8 augustus 1999  |
| 20  | Three Eyed Turtle      | 15 augustus 1999 |
| 21  | Playing with Fire      | 22 augustus 1999 |
| 22  | On Borrowed Time       | 29 augustus 1999 |

## Seizoen 4
| Nr. | Titel aflevering              | Uitzenddatum VS  |
| --- | ----------------------------- | ---------------- |
| 1   | Getting Out of Reverse        | 9 januari 2000   |
| 2   | There Are No Missions         | 9 januari 2000   |
| 3   | View of the Garden            | 16 januari 2000  |
| 4   | Into the Looking Glass        | 23 januari 2000  |
| 5   | Man in the Middle             | 20 februari 2000 |
| 6   | Love, Honor and Cherish       | 27 februari 2000 |
| 7   | Sympathy for the Devil        | 5 maart 2000     |
| 8   | No One Lives Forever          | 12 maart 2000    |
| 9   | Down a Crooked Path           | 19 maart 2000    |
| 10  | He Came from Four             | 2 april 2000     |
| 11  | Time to Be Heroes             | 16 april 2000    |
| 12  | Hell Hath No Fury             | 23 april 2000    |
| 13  | Kiss the Past Goodbye         | 25 juni 2000     |
| 14  | Line in the Sand              | 2 juli 2000      |
| 15  | Abort, Fail, Retry, Terminate | 16 juli 2000     |
| 16  | Catch a Falling Star          | 23 juli 2000     |
| 17  | Sleeping with the Enemy       | 30 juli 2000     |
| 18  | Toys in the Basement          | 6 augustus 2000  |
| 19  | Time Out of Mind              | 13 augustus 2000 |
| 20  | Face in the Mirror            | 20 augustus 2000 |
| 21  | Up the Rabbit Hole            | 27 augustus 2000 |
| 22  | Four Light Years Farther      | 27 augustus 2000 |

## Seizoen 5
| Nr. | Titel aflevering           | Uitzenddatum VS  |
| --- | -------------------------- | ---------------- |
| 1   | Deja Vu All Over Again     | 7 januari 2001   |
| 2   | A Girl Who Wasn't There    | 14 januari 2001  |
| 3   | In Through the Out Door    | 21 januari 2001  |
| 4   | All the World's a Stage    | 4 februari 2001  |
| 5   | The Man Behind the Curtain | 11 februari 2001 |
| 6   | The Evil That Men Do       | 18 februari 2001 |
| 7   | Let No Man Put Asunder     | 25 februari 2001 |
| 8   | A Time for Every Purpose   | 4 maart 2001     |